# Delta Geminorum
Delta Geminorum (δ Gem, Wasat) – gwiazda w gwiazdozbiorze Bliźniąt, znajdująca się w odległości około 60 lat świetlnych od Słońca.

## Nazwa
Tradycyjna nazwa gwiazdy, Wasat, wywodzi się z języka arabskiego (‏وسط‎) i oznacza „środek”. Nie ma pewności, do czego ona się odnosi: do środka gwiazdozbioru Bliźniąt, do sąsiedniego gwiazdozbioru Oriona zwanego „centralnym” przez Arabów, czy też do położenia blisko ekliptyki. Międzynarodowa Unia Astronomiczna zatwierdziła użycie nazwy Wasat dla określenia tej gwiazdy.

## Charakterystyka
Jest to gwiazda podwójna. Jaśniejszy składnik (δ Gem A) to podolbrzym reprezentujący typ widmowy F, słabszy to pomarańczowy karzeł, należy do typu widmowego K. Istnieje podejrzenie, że jaśniejszy składnik sam jest gwiazdą podwójną.
Składniki A i B dzieli na niebie odległość 5,7 sekundy kątowej, a w przestrzeni ponad 100 au, co przekłada się na okres obiegu 1200 lat. Jaśniejsza gwiazda ma wielkość gwiazdową 3,55m, słabsza 8,18m.